# أرواح هندسية
أرواح هندسية هي رواية للكاتب السوري سليم بركات صدرت عام 1987.

## حول الرواية
رواية أرواح هندسية هي العمل الروائي الثاني للكاتب سليم بركات بعد رواية فقهاء الظلام، تقترب الرواية نوعا ما في اسلوب سردها من سابقتها إلا أن الاختلاف الذي يلاحظه القارئ في هذه الرواية دوناً هن باقي أعمال سليم بركات هو ابتعاد أحداثها عن مناطق الجزيرة السورية وعن قصص الأكراد بشكل عام، فمكان الرواية غير المُصرّح به هو بيروت وزمان الرواية الغامض هو فترة الحرب اللبنانية ونهاية الإجتياح الإسرائيلي 1982 وخروج الفصائل الفلسطينية.